# حتى أنت يا بروتس؟

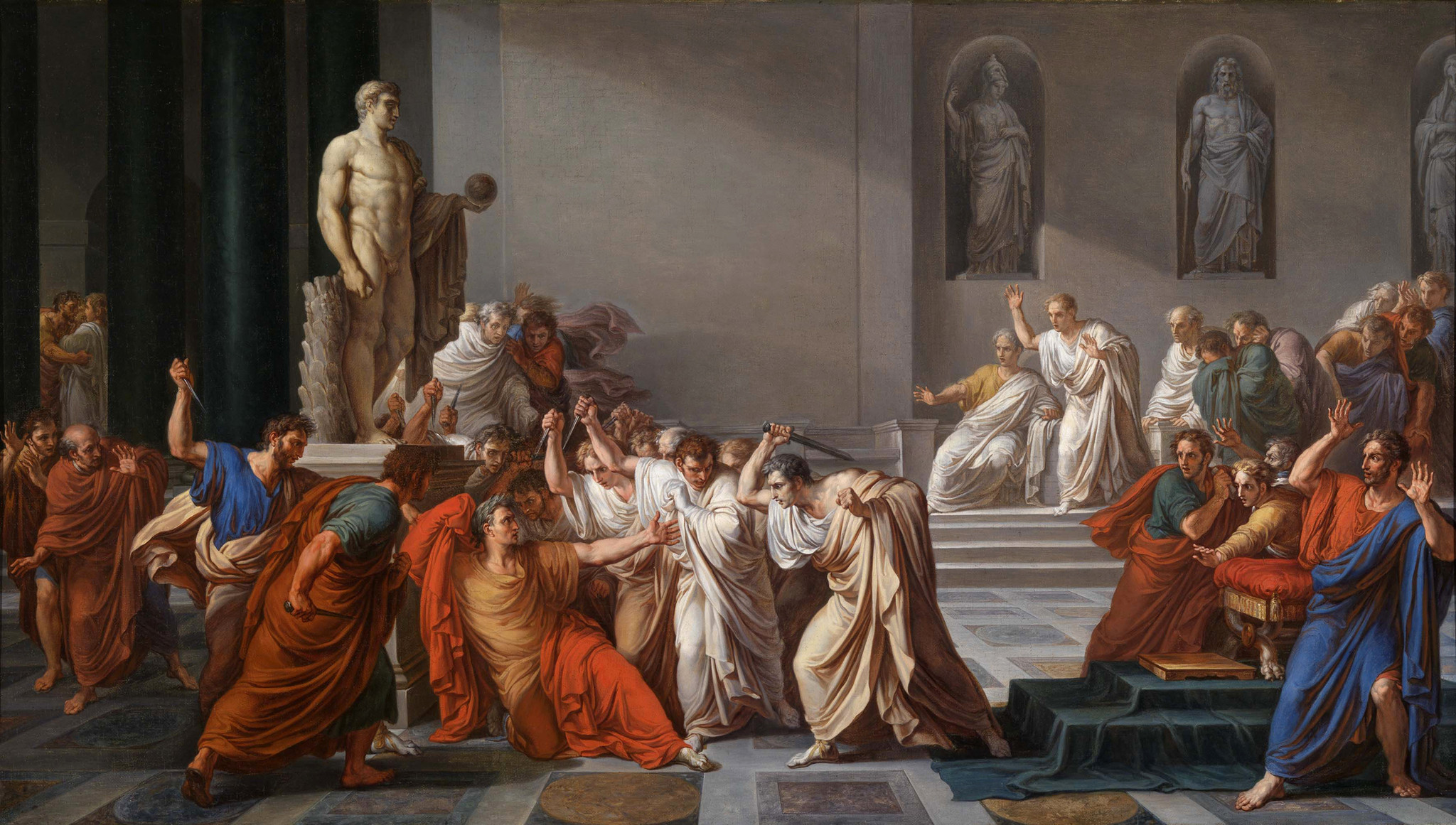
لوحة موت قيصر لـ"Vincenzo Camuccini".

?Et tu, Brute هي عبارة لاتينية تعني «حتى أنت، يا بروتس؟» وهي مشهورة لكونها في مسرحية وليم شكسبير يوليوس قيصر، حيث يتحدث فيها الديكتاتور الروماني يوليوس قيصر لصديقه ماركوس جونيوس بروتوس في لحظة اغتيال قيصر. ويقال أن الذكر الأولي لهذه العبارة كان في مسرحيتين سابقتين: هنري السادس، الجزء 3 لشكسبير، ومسرحية سبقتها وهي Caesar Interfectus، بقلم ريتشارد إيديس. تستخدم العبارة غالبًا بعيدا عن المسرحيات للدلالة على خيانة غير متوقعة من قبل صديق.
ينطق قيصر هذه الكلمات في فصل III، مشهد 1، حيث يتم طعنه حتى الموت، بعد أن تعرّف على صديقه بروتس كواحد من القتلة. ومع ذلك لا يوجد دليل على أن قيصر قد قال هذه الكلمات فعلا.

## السياق
في 15 مارس، 44 ق.م. هاجم يوليوس قيصر مجموعة من أعضاء مجلس الشيوخ الروماني، بما في ذلك بروتس، الذي كان صديق قيصر. قاوم قيصر مهاجميه في البداية، ولكن عندما رأى بروتوس، ورد أنه قال العبارة ومات.
الكلمات الأخيرة لقيصر ليست معروفة على وجه اليقين. المؤرخ الروماني سويتونيوس، بعد قرن ونصف من الحادثة، ادعى أن قيصر لم يقل شيئا وهو يموت، لكن الآخرين ذكروا أن كلمات قيصر الأخيرة كانت العبارة اليونانية "καὶ σὺ, τέκνον"، التي تعني «أنت أيضًا، أيها الطفل»؟ أو «أنت أيضًا، أيها الشاب؟».
ذكر فلوطرخس أيضا أن قيصر لم يقل شيئا، ولكن فقط سحب التوجة لأعلى رأسه عندما رأى بروتس بين المتآمرين.
في مسرحية شكسبير يوليوس قيصر (1599)، عندما قال قيصر Et tu ، Brute؟، كانت العبارة قيد الاستخدام بالفعل؛ ادعى إدموند مالون أنها ظهرت في عمل قد تم فقدانه، وهو مسرحية ريتشارد إيديس اللاتينية «قيصر إنترفيستوس» (1582). وقد وردت هذه العبارة أيضًا في مسرحية أخرى لشكسبير، وهي «المأساة الحقيقية لريتشارد دوق يورك، وموت الملك الصالح»، وهي أقدم نسخة مطبوعة من «هنري السادس، الجزء الثالث».